# دميتري أركاديفيتش كوبياكوف
ديمتري أركاديفيتش كوبياكوف (1841  -1892، تبليسي) مؤرخ روسي، عالم آثار، رئيس اللجنة الأثرية القوقازية [الإنجليزية] (منذ عام 1886).

## السيرة
عضو دائم في اللجنة الأثرية القوقازية منذ عام 1884. لعب د. أ. كوبياكوف دورًا فعالًا في الصحافة القوقازية وشارك في عمل أ. ب. بيرغر في نشر الأعمال التي جمعتها اللجنة الأثرية القوقازية  (في تبليسي، 1866-1904). بعد وفاة بيرغر، نُشر المجلدين الحادي عشر والثاني عشر من هذه الطبعة تحت إشراف كوبياكوف.
د. أ. كوبياكوف هو أحد منظمي العمل الأرشيفي في منطقة القوقاز. مؤلف منشورات في الجغرافيا والإحصاء وتاريخ القوقاز.

## أعمال
- فهرس المواد الجغرافية والإحصائية والتاريخية والإثنوغرافية في جريدة مقاطعة ستافروبول. العقد الأول (1850-1859) / محرر د. أ. كوبياكوفا. — تفليس: الناشر. اللجنة الإحصائية القوقازية، 1879. — 374 ثانية
- مناخ مدينة تيفليس لمدة 18 عامًا (1861-1878) استنادًا إلى ملاحظات مرصد تيفليس للأرصاد الجوية / Comp. د. أ. كوبياكوف. - تفليس: النوع. أ. أ. ميخيلسون، 1880. — 13 ثانية
- [كوبياكوف د. أ.] مقال تاريخي موجز عن مدينة تفليس مع وجهتي نظر حول تفليس: وفقًا لشاردان (1670) وتورنفورت (1701) ونسخة من مخطط تساريفيتش فاخوشت (1735). - تيفليس: النوع. أ. أ. ميخيلسون، 1880 - 48 صفحة، ورقة واحدة. يخطط.
- مجموعة معلومات عن القوقاز: المجلد. 6. تفليس حسب تعداد يوم واحد بتاريخ 25 مارس 1876 / مقارنة وتحرير د. أ. كوبياكوف. - تيفليس: النوع. أ. أ. ميخيلسون، 1880. — 319 ص، 222 ص، 17 ص.
- [كوبياكوف د. أ.] في ذكرى أدولف بتروفيتش بيرغر: 28 يوليو 1828 - 31 يناير. 1886. — تفليس: دار الطباعة التابعة لمستشارية القائد الأعلى للخدمة المدنية في القوقاز، 1886. — 11 ثانية، 2 لتر. بورتر.
- [كوبياكوف د. أ.] مسرح في تبليسي من 1845 إلى 1856. — تفليس: دار الطباعة لمستشارية رئيس الخدمة المدنية في القوقاز، 1888. — 214 ثانية (أعيد طبعه من المجلد الحادي عشر من "أعمال اللجنة الأثرية القوقازية").

## الأدب
- ديمتري أركاديفيتش كوبياكوف: نعي // نشرة تاريخية . — 1892. — ت. XLIX. — رقم 3. —ص488.

## ملحوظات
1. ↑  "Летопись Российской Академии наук. Т. 3: 1861—1900. — СПб.: Наука, 2000. — С. 668". مؤرشف من الأصل في 2016-03-11. اطلع عليه بتاريخ 2017-10-02.
2. ↑  "Археографический ежегодник за 1988 год. — М.: Наука, 1989. — С. 179". مؤرشف من الأصل في 2016-03-14. اطلع عليه بتاريخ 2017-10-02.

## الروابط
- مسرح كوبياكوف د. أ. في تيفليس من عام 1845 إلى عام 1856[وصلة مكسورة] .